# フェラーリ・288GTO
GTOは、イタリアの自動車メーカーのフェラーリが1984年から1986年にかけて製造、販売したリアミッドシップエンジン・後輪駆動のスポーツカー。フェラーリ公式の車名は単に「GTO」だが、1960年代の「250GTO」と区別するため、一般的には「288GTO」と呼ばれる。以下、本車のことを「288GTO」と表記する。通常のカタログモデルとは異なる特別限定車、いわゆる「スペチアーレ」の先駆けとなるモデルであり、その系統は後継のF40、F50、エンツォフェラーリ、ラ・フェラーリへと受け継がれていくこととなる。

## 概要

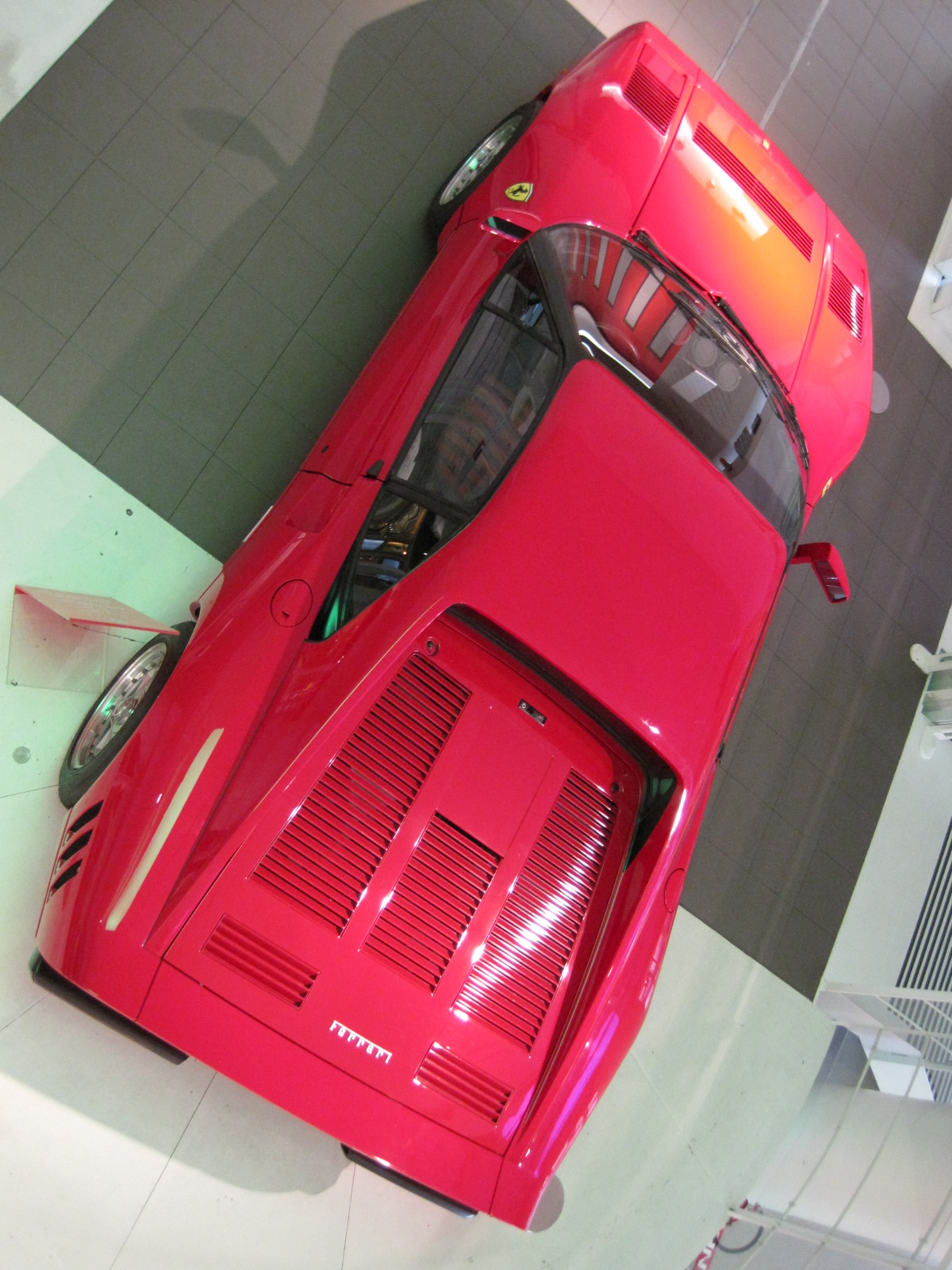
上面

モータースポーツへの参戦を前提として、当時の競技車両規定であるグループBのホモロゲーションに沿って製作され、1984年のジュネーヴ・モーターショーで発表された。
308GTBをベースに開発されたため外見こそ似てはいるが、エンジンが縦置き配置に変更され、軽量化のため一部外板パーツにカーボン樹脂製のものが使われるなどの仕様変更を受け、内外装ともに多くのパーツが専用設計となっている。総生産台数は272台。
エクステリアデザインは308GTBと同じくピニンファリーナが担当。前後のフェンダーは大きく張り出し、特にリアフェンダーは往年の国際マニュファクチャラーズ選手権チャンピオンマシンである250GTOを想起させるダックテール形状のテールエンドや、GTOシリーズ共通のデザインモチーフである縦型のスリットが3本入った特徴的なものが採用された。
フロントは丸型2灯式のリトラクタブル・ヘッドライトのほか、下部に角型のフォグランプとパッシングライト（ヘッドライト格納時に使用）を装着している。
パワーユニットは当時のグループCレーシングカーであるランチア・LC2用（フェラーリ製）の排気量3,000 cc V型8気筒DOHCツインターボエンジンを2,855 ccに排気量ダウンして搭載し、マニエッティ・マレリのインジェクションシステムとの組み合わせで最高出力406 PS / 7,000 rpm、最大トルク50.6 kgf·m / 3,800 rpmを発生する。車名の「288」は、この排気量約2,800cc V型8気筒エンジンを搭載しているところに由来する。
2,855 ccという排気量は、ターボ係数1.4を掛けてグループBの4.0 L以下のクラス（最低車重1,100 ㎏）に収まるようにされたものだが、当時の世界ラリー選手権（WRC）に参戦していたグループBマシンは3.0 L以下のクラス（最低車量960 ㎏）もしくは2.5 L以下のクラス（最低車重890 ㎏）が主流で、288GTOより軽量な上に四輪駆動車であることから、（実際に参戦こそしなかったものの）重い後輪駆動車の288GTOに勝ち目がないのは明白であった。
ボディは鋼管スペースフレーム構造を採用。ホイールベースは308GTBから11 cm延長されており、より長く、ワイドにすることで、強大なパワーに対応していた。
なお、日本への正規輸入車は1台のみである。

## 288GTO エヴォルツィオーネ

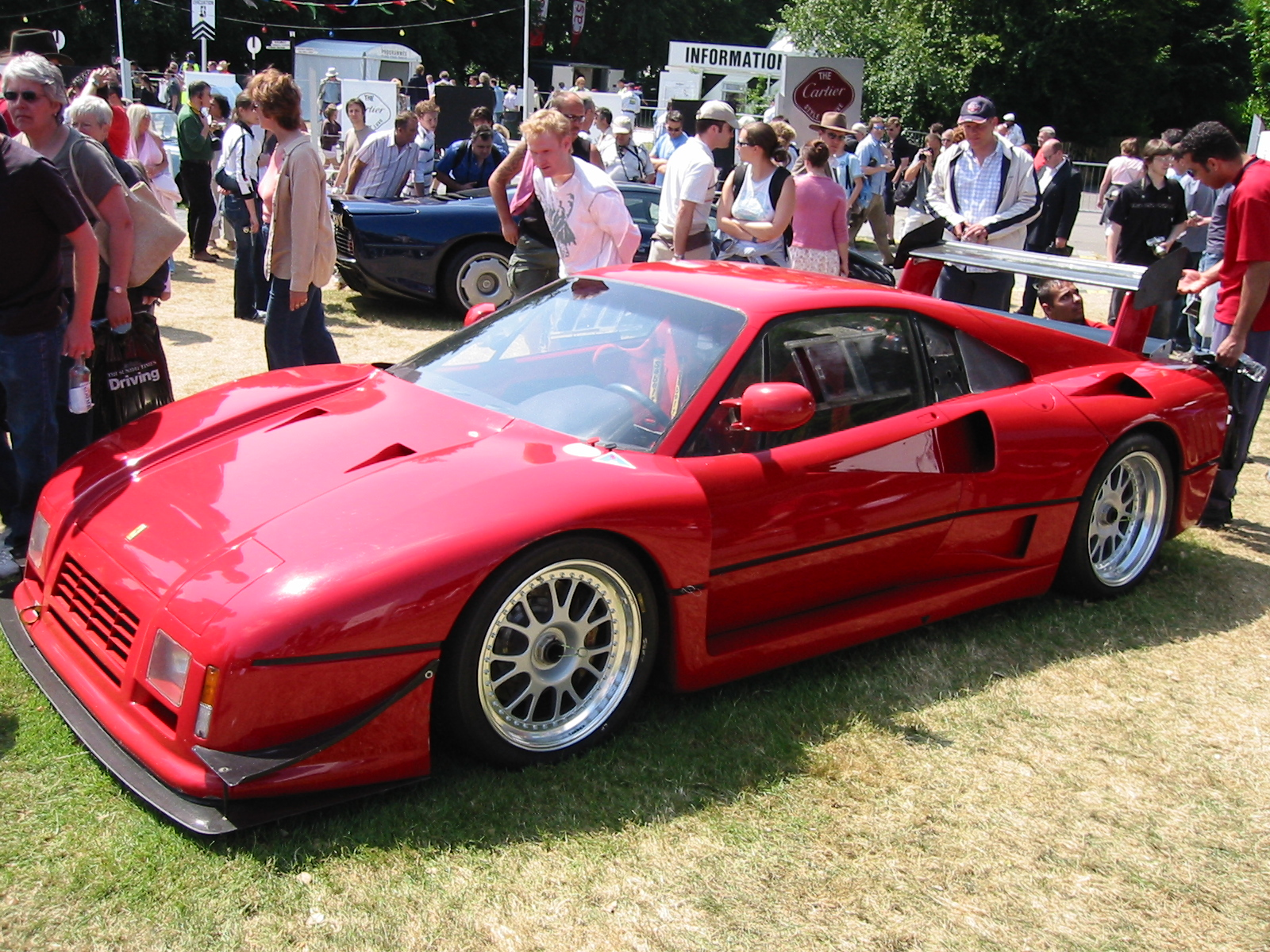
フロント

競技参加を前提として製作された288GTOであったが、ことレースにおいてはフェラーリに追随しようというメーカーが現れず、さらには1986年にWRCで発生した度重なる重大事故を受けてグループBが廃止となったため、活躍の場を失ってしまっていた。
こうした逆風ともいえる状況の中、イタリアヴェネト州パドヴァのフェラーリのディーラー兼レースワークショップであるミケロットは「288GTO エヴォルツィオーネ (Evoluzione)」を製作し、288GTOの競技用マシンとしての可能性を探った。実戦に出場することはなかったが、各地のサーキットでテストを繰り返す中で得られたノウハウやデータは後継となるF40の開発に役立てられた。
エンジンは288GTOの基本構成はそのままに、ターボチャージャーを大径化するなどさらなるチューニングを施したもの。これをウェーバー（現マレリ）のインジェクションシステムでマネジメントし、最高出力で650 PS / 7,800 rpm、最大トルク68.0 kgf·m / 4,800rpmを発生する。同時にボディの各寸法も見直され、より幅広く、より低いルックスとなっている。
ボディパネルは軽量なカーボン樹脂製。前後のフェンダーはさらに大きく張り出され、角度調整式の大型リアスポイラーが装着されている。GTOシリーズ共通のデザインモチーフであるリアフェンダーの縦型スリットは4本に増やされ、前後カウルに新たに設けられた複数のNACAダクト、プレクシグラス製のサイドドアおよびリアウィンドウ、3本出しのマフラーなど、後のF40に受け継がれる処理も散見される。
総生産台数は288GTOをベースに製作された1台を含めると6台。シャシーナンバーはそれぞれ50253、70167、70205、79887、79888、79889。このうち2台がF40開発のためにフェラーリに残され、F40がデビューしたのち1988年から1989年の間に残り4台が外部に放出された。そのうちの1台はArt Sportsの手によって日本に上陸している。